# 徐子平
徐子平，名居易，字子平。東海人，別號沙滌先生，又稱蓬萊叟，據傳隱于太華西棠峰洞。世人多稱「子平」而聞名。傳說為五代、北宋占卜師、命理學家、通陰陽五行，集八字命理之大成，當今的八字推命，皆以子平法為正宗，因此八字學又稱子平八字。

## 生平
生平事蹟不詳，相傳著有《徐氏珞琭子賦注》。據說曾與陳摶、呂洞賓、麻衣道者一起隱居華山。

## 辨疑
有研究者考證，歷史上未必有徐子平此人，可能是偽託人物。（參考《子平命學溯源－唐宋命學要籍考辨》，弘光科技大學人文社會學院，張新智著）

## 著作
《珞琭子三命消息赋》徐子平注（據鄒文耀《子平命學考證》，就徐注所用命例考證其著作年代，當在胡茂老罷權之後，即宋高宗紹興五年1135CE，胡去世之前，即宋高宗紹興十六年1146CE。就此考證來看，徐注年代要比其他三注年代李仝1059CE，王廷光1123CE，釋曇瑩1127CE要來得晚，也不在五代、北宋之時）。
徐大升，又名為徐彥升，號東齋。據《濯纓亭筆記》：「子平歿後，宋孝宗淳熙時有淮南術士沖虛子，精於此術，當世重之。時有僧道洪密受其傳，後入錢塘傳其學。後道洪傳之徐大升。大升者，號東齋，理宗寶佑間人，今世所傳，如《三命淵源》、《定真論》等，皆其所著」。明代楊淙將徐大升所著《淵海》、《淵源》合為一冊有所增補，為《淵海子平》一書。